# Dorfkirche Köthnitz

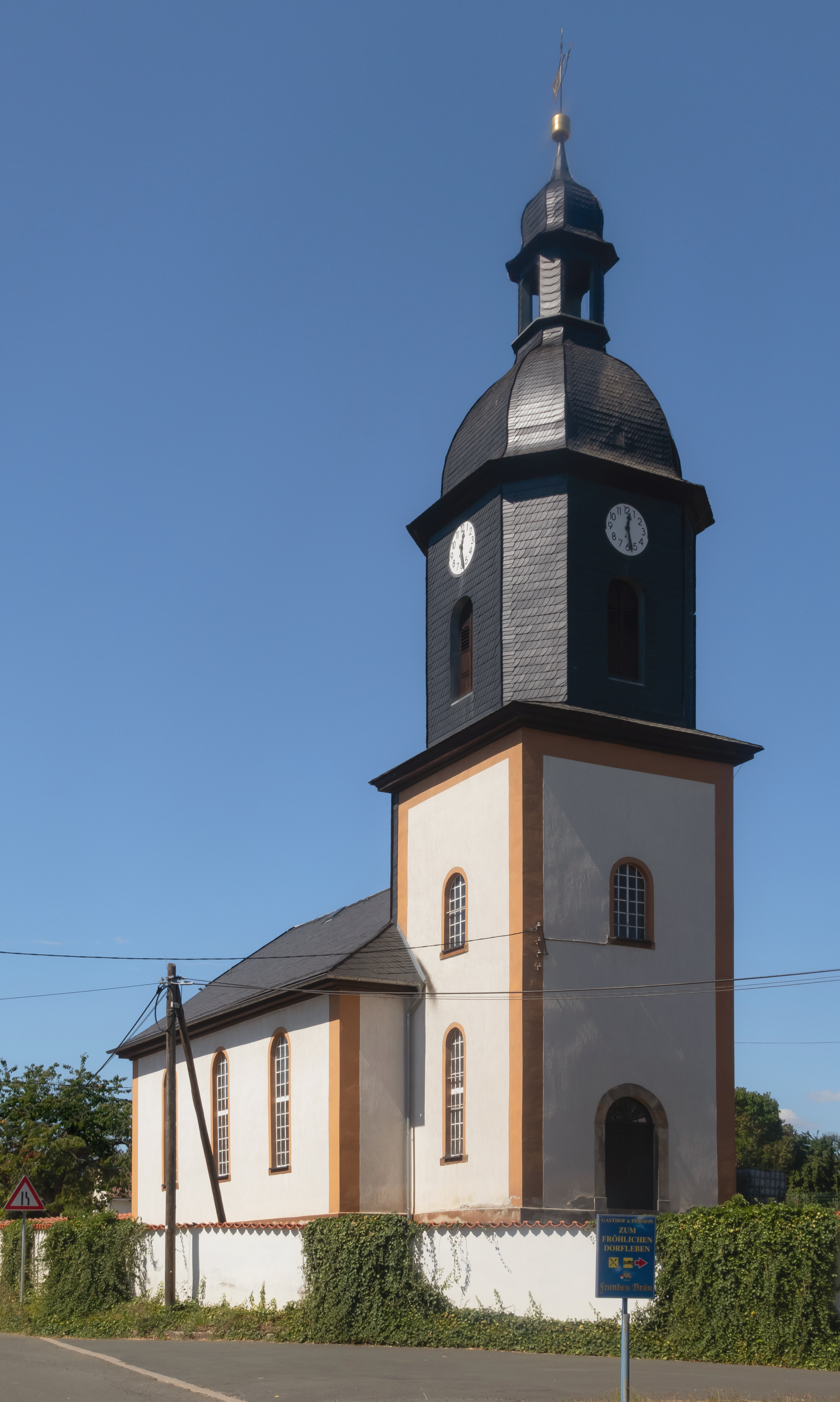
Dorfkirche Köthnitz

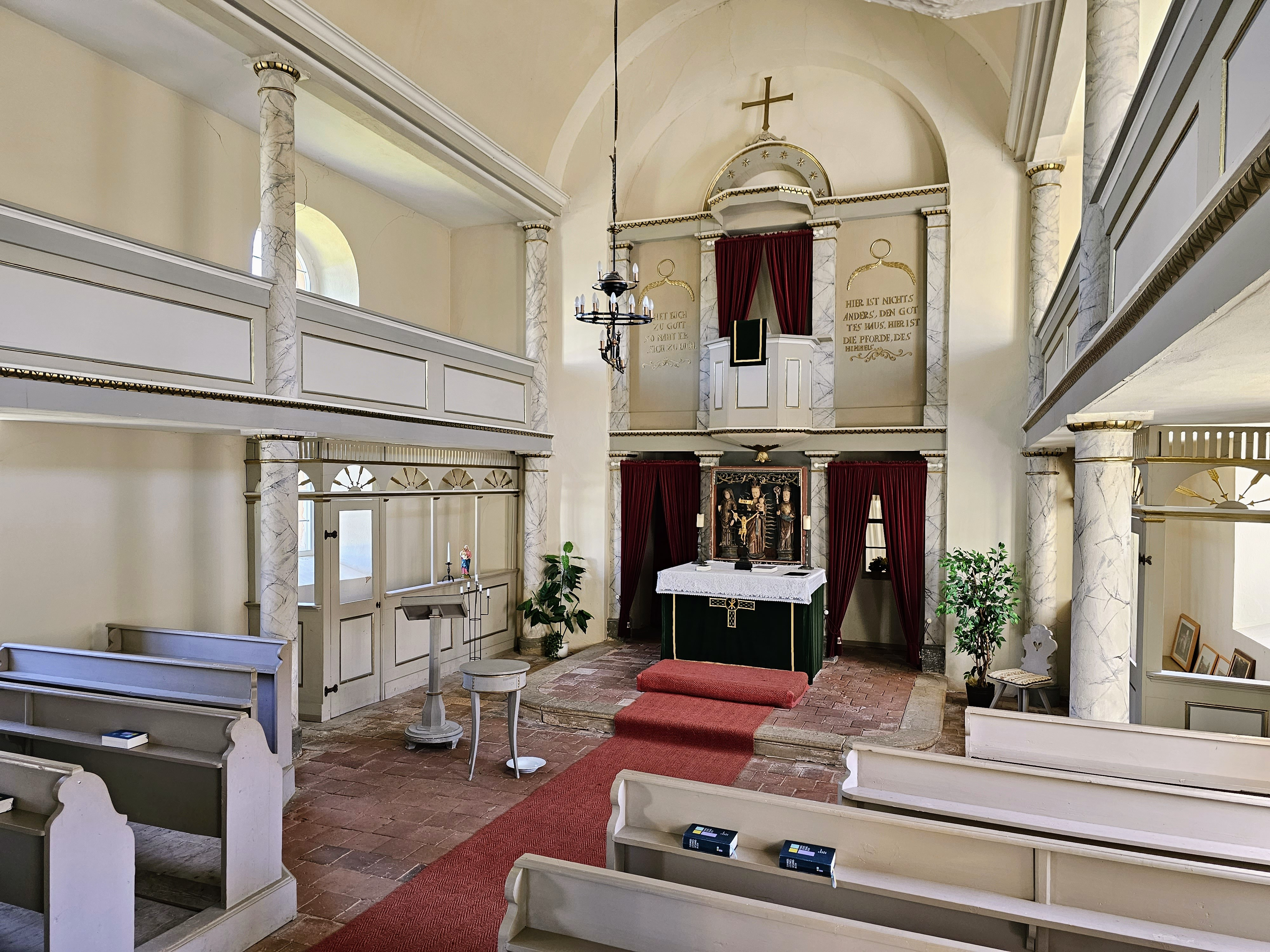
Innenraum (2023)

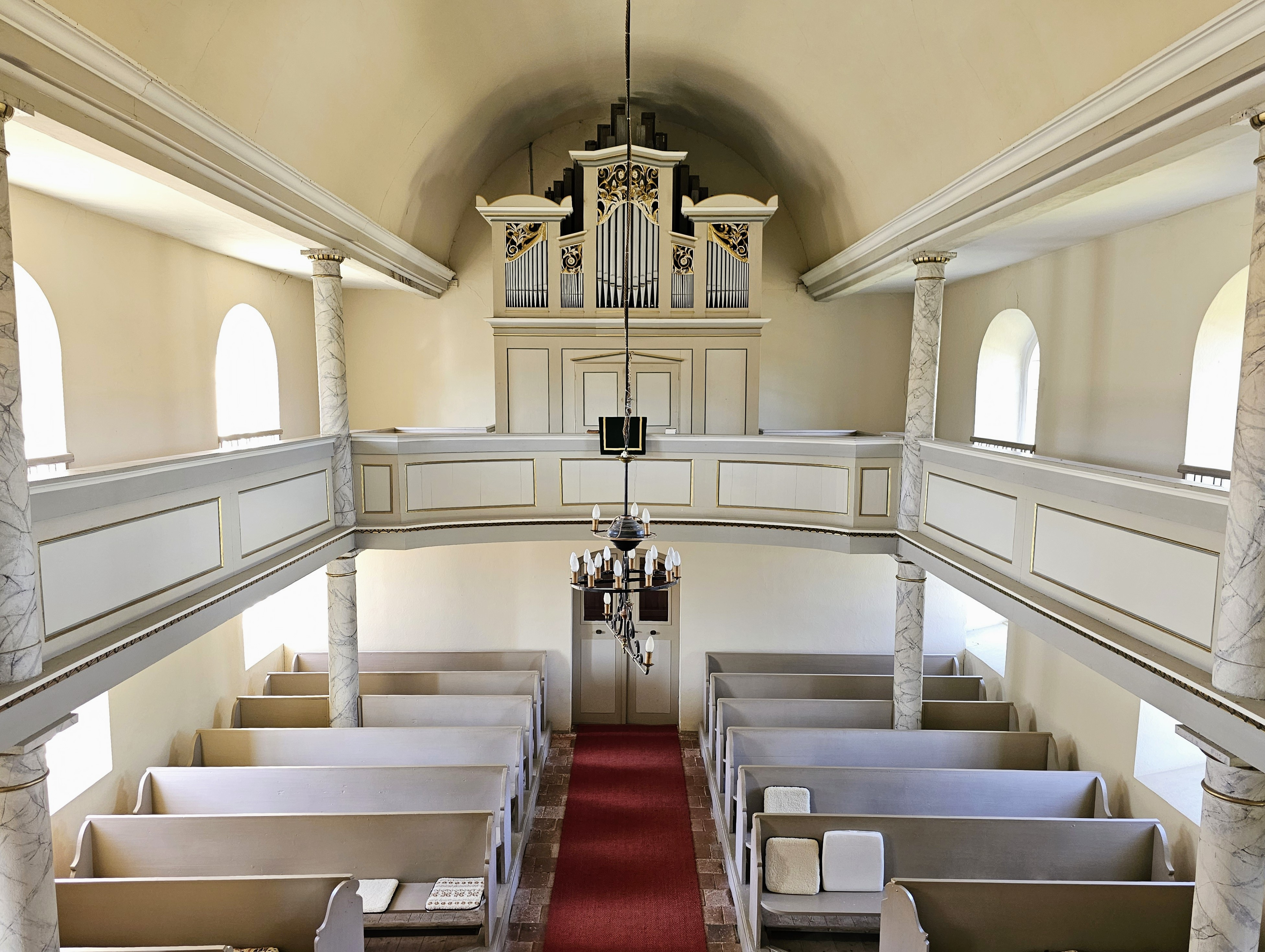
Blick zur Orgel

Die evangelisch-lutherische, denkmalgeschützte Dorfkirche Köthnitz steht in Köthnitz, einem Ortsteil der Stadt Neustadt an der Orla im Saale-Orla-Kreis in Thüringen. Die Kirchengemeinde Köthnitz gehört zum Pfarrbereich Knau im Kirchenkreis Schleiz der Evangelischen Kirche in Mitteldeutschland.

## Beschreibung
Die neuromanische verputzte Saalkirche wurde 1826 errichtet. Die Grundmauern des eingezogenen Chorturms gehen auf einen mittelalterlichen Vorgängerbau zurück. Das rechteckige Kirchenschiff ist mit einem schiefergedeckten Mansarddach bedeckt. Der quadratische Turm hat einen achtseitigen verschieferten Aufsatz, auf dem eine Haube sitzt, die eine Laterne trägt. Im Turm hängen eine Bronzeglocke von 1920 und zwei Gussstahlglocken von 1962. Vor dem Triumphbogen des Innenraums steht ein einfacher Kanzelaltar, bekrönt wird er von einem einfachen Holzkreuz. Rechts und links schließt sich an den Triumphbogen das Chorgestühl an. Über den eingeschossigen Emporen des Kirchensaales sind Flachdecken, der Mittelteil ist von einem hölzernen Tonnengewölbe überspannt. An der Südwand steht zwischen Altar und Kanzel der Schrein eines Altarretabels vom Ende des 15. Jahrhunderts mit geschnitzten Figuren eines Marienbildnisses zwischen den heiligen Laurentius und Nikolaus. Hinter der Altarwand liegt versteckt ein gotisches Sakramentshaus. Erwähnenswert ist noch ein Vortragekreuz aus der Barockzeit. Der besondere Schmuck der Kirche sind die runden, marmorierten Säulen, die sich um den ganzen Raum, einschließlich des Kanzelaltars, ziehen.
Die Orgel wurde 1834 von Johann Christian Adam Gerhard erbaut. Neun Register verteilen sich auf ein Manual und das Pedal. Eventuell wurde sie zur Kirchenrenovierung 1887 umgebaut.